# Agliè
Agliè é uma comuna italiana da região do Piemonte, província de Turim, com cerca de 2.608 habitantes. Estende-se por uma área de 13 km², tendo uma densidade populacional de 200 hab/km². Faz fronteira com San Martino Canavese, Torre Canavese, Bairo, Vialfrè, Cuceglio, San Giorgio Canavese, Ozegna.

## Demografia
| Variação demográfica do município entre 1861 e 2011                               |
|                                                                                   |
| Fonte: Istituto Nazionale di Statistica (ISTAT) - Elaboração gráfica da Wikipedia |